# Stephen L. Buchwald
Stephen L. Buchwald (Bloomington, 1955) es un químico estadounidense, especializado en el campo de la química organometálica.

## Formación
Stephen Buchwald completó su educación preuniversitaria en Bloomington, su tierra natal. Completó los estudios de Química en la Universidad de Brown en 1977. Durante sus años de estudiante trabajó en los laboratorios de los profesores Kathlyn A. Parker y David E. Cane en la Brown University y del profesor Gilbert Stork en la Universidad de Columbia. Entró en la Universidad de Harvard como becario de la Fundación Nacional para la Ciencia en 1977 y finalizó el doctorado en 1982 con un trabajo de tesis dirigido por Jeremy R. Knowles, referido al mecanismo de las reacciones de transferencia de fosforilo en química y bioquímica.
A principios de 1982 obtuvo un puesto de investigador posdoctoral en el Instituto de Tecnología de California, donde trabajó en el laboratorio del profesor Robert H. Grubbs sobre el estudio de derivados de titanoceno como reactivos en síntesis orgánica. Durante este tiempo también estuvo implicado en los trabajos sobre el mecanismo de la polimerización Ziegler-Natta.

## Carrera académica
En 1984 comenzó como profesor asistente de química en el Instituto de Tecnología de Massachusetts (MIT). Fue ascendido a profesor asociado en 1989 y a profesor en 1993. Desde 1997 ocupa la cátedra Camille Dreyfus.
Ha sido nombrado profesor visitante en la Universidad de Columbia Británica, el Instituto de Investigación Scripps, la Universidad de Misuri en Columbia, la Universidad McGill, el Max Planck Institut für Kohlenforschung, la Universidad de Illinois en Urbana-Champaign, la Universidad de Marquette, la Universidad Case Western Reserve, la Universidad de Emory, la Universidad de Sherbrooke, la Universidad de Cornell, la Universidad de Pensilvania y la Universidad de Sussex.
Es coautor de más de 300 artículos publicados y ha participado en la obtención de 40 patentes. Es uno de los químicos más citados en la literatura científica, con más de 12000 citas totales y una media de 70 citas por artículo.
Sus temas preferentes de investigación son: la síntesis orgánica, la química orgánica física y la química organometálica para idear procesos catalíticos susceptibles de resolver problemas de importancia fundamental. En estos campos se incluye la creación y el estudio de nuevos ligandos; el diseño de nuevos métodos para la formación de enlaces carbono-nitrógeno mediante el uso de catalizadores de metales, basados generalmente en paladio o cobre (como la aminación de Buchwald-Hartwig, que lleva su nombre); el desarrollo de nuevos métodos para la formación de enlaces carbono-carbono; el estudio de catalizadores para compuestos aromáticos y heteroaromáticos altamente sustituidos; el desarrollo de nuevos métodos para la formación de enlaces carbono-flúor y sus aplicaciones; el uso de estudios mecánicos y estructurales para desarrollar ligandos y catalizadores; y el desarrollo de la química de flujo continuo usando microreactores y tubos capilares.

## Premios y distinciones
En los últimos años ha recibido numerosos premios incluyendo el Premio Harold Edgerton del MIT, el premio Arthur C. Cope, el Premio en Química Organometálica (2000) de la Sociedad Americana de Química (ACS) y el premio MERIT de los Institutos Nacionales de Salud. En el año 2000, fue elegido como miembro de la Academia Americana de las Artes y las Ciencias.
Ha obtenido el Premio Fundación BBVA Fronteras del Conocimiento 2014 en la categoría de Ciencias Básicas “por el desarrollo de rutas catalíticas basadas en el paladio y el cobre para sintetizar moléculas formando enlaces moleculares carbono-nitrógeno y carbono-carbono”, un avance con “enorme impacto” en la “síntesis eficiente de modernos productos farmacéuticos y compuestos para uso agrícola”, según señala el acta del jurado.
Fue galardonado en 2019 con el Premio Wolf en Química.